# Seleção Filipina de Futebol Feminino
A Seleção Filipina de Futebol Feminino representa as Filipinas nas competições de futebol feminino da FIFA. Sediu a Copa da Ásia de Futebol Feminino de 1999, tendo a China como campeã.
A Seleção Filipina se classificou para a Copa do Mundo de Futebol Feminino de 2023 pela primeira vez na sua história.
1. 1 2 3  «Women's Ranking». www.fifa.com (em inglês). Consultado em 13 de julho de 2022